# Chaque jour est un long chemin
Albums de Elsa
Douce Violence
(1992) Everyday
(1996)
Singles
1. Chaque jour est un long chemin
Sortie : octobre 1996
2. Sous ma robe
Sortie : mars 1997
3. Le temps tourne à l'orage
Sortie : septembre 1997

Chaque jour est un long chemin est le 4e album studio de la chanteuse et comédienne Elsa Lunghini.
Après 3 premiers opus signés principalement par son père, Georges Lunghini, Elsa prend les rênes du bateau en signant la totalité des textes de cet album.
Paru en 1996 après 4 années d'absence, la chanteuse a publié 12 chansons folk aux sonorités acoustiques et aux cordes remarquables.
Salué par la critique lors de sa sortie, il ne rencontre pas le succès auprès du public. BMG France, sa maison de disques depuis 10 ans, refuse de faire de la promotion et du fait que les ventes sont loin d'égaler celles de T'en va pas, rompt leur contrat.

## Liste des titres
| No  | Titre                                                               | Paroles        | Musique                             | Durée |
| --- | ------------------------------------------------------------------- | -------------- | ----------------------------------- | ----- |
| 1.  | Chaque jour est un long chemin (Titre original : Everyday...)       | Brandie Danser | Brandie Danser                      | 4:35  |
| 2.  | Je porte mon cœur sur ma main (Titre original : Heart On My Sleeve) | Graham Lyle    | Benny Gallagher                     | 3:52  |
| 3.  | Le temps tourne à l'orage                                           | Elsa Lunghini  | Raymond Donnez, Georges Lunghini    | 3:19  |
| 4.  | Quand je serai morte (Titre original : When I'm Dead and Gone)      | G. Lyle        | B. Gallagher                        | 3:05  |
| 5.  | Sous ma robe                                                        | E. Lunghini    | R. Donnez, G. Lunghini              | 4:15  |
| 6.  | Le chéri                                                            | E. Lunghini    | R. Donnez, G. Lunghini              | 3:38  |
| 7.  | Caravane                                                            | E. Lunghini    | R. Donnez, E. Lunghini, G. Lunghini | 3:45  |
| 8.  | L'autre moitié de la Terre                                          | E. Lunghini    | R. Donnez, G. Lunghini              | 3:26  |
| 9.  | Le soir                                                             | E. Lunghini    | G. Lunghini, Roger Secco            | 4:30  |
| 10. | Je tire la langue                                                   | E. Lunghini    | Christian Marsac                    | 3:41  |
| 11. | Les affaires de Franck                                              | E. Lunghini    | R. Donnez, G. Lunghini              | 3:17  |
| 12. | Jacques est maniaque (Titre original : Fifteen Summers)             | G. Lyle        | B. Gallagher                        | 3:19  |

## Crédits
- Dave Anderson - harmonium ("Les affaires de Franck")
- Jerry Conway - batterie ("Quand je serai morte")
- Elsa - chanteuse, chœurs
- Benny Gallagher - accordéon, mandoline
- Serge Guérand - photographie
- Frédéric Helbert - chœurs, guimbarde, guitare, harmonium, orgue, piano acoustique, piano électrique
- Matthias Jeannin - coordination artistique, management
- Clare Kenny - basse, chœurs additionnels
- Jody Linscott - batterie, percussion
- Christian Marsac - chœurs additionnels, flûte, guitare, harmonica, saxophone
- Robin Millar - arrangeur, chœurs additionnels, harmonica
- Objectif.Lune - design
- Gavyn Wright - alto, violon
- Publié par Les Éditions Productions Georges Mary
  - "Chaque jour est un long chemin" publié par Warner/Chappell Music Ltd.
  - "Quand je serai morte" publié par EMI Music Publishing Ltd.
  - "Je porte mon cœur sur ma main" et "Jacques est maniaque" publiés par Rondor Music (London) Ltd.
- Enregistré par Dave Anderson à ICP Studios
- Mixé par Dave Anderson à Mayfair Studios et Studios Olympic, Londres
  - Assistants - Adam Brown (Olympic), Chadwick et Gerard Navarro (Mayfair)
- Masterisé par Tim Young à Metropolis Mastering, Londres